# فرودگاه محلی تیف ریور فالز
فرودگاه محلی تیف ریور فالز (به انگلیسی: Thief River Falls Regional Airport) یک فرودگاه همگانی با کد یاتا TVF است که یک باند فرود آسفالت دارد و طول باند آن ۱۹۸۲ متر است. این فرودگاه در کشور کانادا قرار دارد و در ارتفاع ۳۴۰٫۲ متری از سطح دریا واقع شده است.